# Peter Jensen (gymnast)
 For alternative betydninger, se Peter Jensen. (Se også artikler, som begynder med Peter Jensen)
Peter Jensen (født 5. marts 1980) er en dansk trampolinspringer, der op gennem 2000'erne har tilhørt verdenseliten i sin sport og blandt andet deltaget i OL 2004, hvor han blev nummer seksten, og 2008, hvor han opnåede en tiendeplads. Han er også kvalificeret til OL 2012.
Peter Jensen stiller op for Københavns Trampolin Klub, og han fik sit helt store internationale gennembrud, da han vandt World Cup'en i 2002. Siden har han blandt andet opnået en sjette- og en femteplads ved EM i henholdsvis 2006 og 2008.